# Virgen de las Virtudes (Villena)
Nuestra Señora de las Virtudes, también conocida como Virgen de las Virtudes y popularmente como «La Morenica», es una advocación de la Virgen María venerada en Villena (Alicante, España).
En su honor se celebran las fiestas de Moros y Cristianos de Villena de 4 al 9 de septiembre. Su imagen se conserva en el Santuario de Nuestra Señora de las Virtudes de Las Virtudes, pedanía de Villena. Según la tradición, en 1474 se la proclamó como nueva patrona y «abogada contra la peste». La leyenda cuenta lo siguiente: 

En 1474 llegó una asoladora peste sobre la villa y gran parte de la población huyó a la Fuente del Chopo, donde levantaron barracas para cobijarse. Como continuaban los estragos de la peste, decidieron elegir un patrón o patrona para confiar en su intercesión. Para ello depositaron en un cántaro los nombres de santos y santas que cada uno prefería y eligieron a un niño para que sacase uno de los nombres. El elegido fue el de Virgen de las Virtudes, que nadie había escrito. Se repitió dos veces más y volvió a salir este nombre, con lo que se dieron cuenta de que la Virgen quería que la veneraran bajo esa advocación. Así pues, encargaron a dos villenenses que partieran a diversos pueblos y ciudades a fin de adquirir una imagen de la patrona. Apenas se habían alejado unos metros cuando vieron a dos jóvenes con un arca que contenía la imagen de la Virgen. Se la entregaron y, antes de poder mediar palabra, desaparecieron. Desde entonces, se levantó un santuario y se hicieron dos votos a la Virgen, que se cumplen cada año en marzo y en septiembre.

Sin embargo, no hay constancia histórica de que esta fecha sea la correcta, ya que la primera noticia que se tiene del santuario es en una orden de los Reyes Católicos datada el 30 de julio de 1490 en la que se cuenta que los vecinos huyeron de nuevo allí a causa de otra epidemia de peste. Por tanto, hay que buscar una epidemia de peste que ocurriera cerca de 1474 y antes de 1490, y hay constancia de que ocurriera una en 1476, coincidiendo con la sublevación contra el Marqués de Villena (conocida en la leyenda mariana como la Rebelión de las Cinco Campanadas). Así se explica que se eligiera una nueva patrona en sustitución de la antigua, la Virgen de las Nieves, ligada a los odiados marqueses de Villena.